# چنگشیانگ
چنگشیانگ (به لاتین: Chengxiang District) یک سکونتگاه مسکونی در جمهوری خلق چین است که در پوتیان واقع شده‌است.